# Rita Jeptoo
Rita Jeptoo (Eldoret, 15 de fevereiro de 1981) é uma corredora de longa distância queniana.
Estreou em maratonas em 2004, vencendo a Maratona de Estocolmo. Venceu três vezes a Maratona de Boston, em 2006, 2013  e 2014, quando se tornou a primeira mulher a correr esta maratona em menos de 2:20, fazendo sua melhor marca pessoal – 2:18.57 –  e duas vezes a Maratona de Chicago, em 2013 com 2:19.57, e em 2014 com 2:24.35, tornando-se bicampeã desta prova.
Suas vitórias em Boston e Chicago foram porém depois anuladas após Jeptoo ter testado positivo para EPO em setembro de 2014 e ter sofrido uma suspensão de quatro anos por doping pela IAAF.

## Doping
Duas semanas após a vitória em Chicago, foi anunciado que Jeptoo testou positivo para EPO na urina em uma amostra A durante um controle de surpresa feito no Quênia  pela WADA e divulgada pela Federação Queniana de Atletismo e pela IAAF. A relevação, que provocou choque em todo país e na comunidade internacional do esporte, impediu que a queniana recebesse o prêmio de 500.000 dólares da World Marathon Majors como melhor maratonista de 2014, que lhe seria entregue durante a Maratona de Nova York e teve a entrega adiada.  Pelas regras do esporte, a maratonista teve ainda o direito de solicitar um reexame em uma amostra B antes de ser anunciada qualquer suspensão ou punição; com o anúncio do doping confirmado pela amostra B em dezembro, ela foi suspensa pela IAAF e teve que devolver o dinheiro ganho em premiações assim como não mais recebeu o prêmio da WMM.
Em janeiro de 2015, a Athletics Kenya , a federação de atletismo queniana, também a suspendeu por dois anos, retroativamente, fazendo com que Jeptoo só pudesse voltar a competir em outubro de 2016, ficando de fora dos Jogos Olímpicos da Rio 2016.
Em outubro do mesmo ano, entretanto, ela foi suspensa das competições por quatro anos, após uma apelação da IAAF por entender que a pena da federação queniana era muito pequena e leniente com a atleta e o Tribunal Arbitral do Esporte manteve esta punição por este período. Suas vitórias nas maratonas de Boston e de Chicago em 2014 também foram anuladas.